# Независимый исследователь
Независимый исследователь (англ. independent scientist), исторический термин — джентльмен науки (англ. gentleman scientist) — финансово независимый ученый, который занимается научными исследованиями без прямой принадлежности к публичным институтам, таким как университетские или правительственные научно-исследовательские и опытно-конструкторские учреждения. Термин возник в постренессансной Европе, но уже в XX веке его употребление сократилось вместе с ростом правительственного и частного финансирования.
Большинство независимых исследователей в определенный момент своей карьеры присоединялись к какой-либо академической институции, скажем, Чарльз Дарвин стал членом Геологического общества Лондона.

## История
Самофинансирование научных исследований широко практиковалось начиная от эпохи Возрождения и заканчивая концом XIX века — в том числе в Викторианскую эпоху, особенно в Англии, пока не стали доступными широкомасштабные финансирования — как правительственные, так и корпоративные. Много джентльменов науки было и среди первых участников Лондонского королевского общества.

## Преимущества и недостатки
Наиболее вероятный недостаток самофинансирования — это то, что собственные средства могут быть ограниченными; хотя есть и преимущество, а именно — отсутствие многих неудобств, таких как учебные обязательства, административные обязанности и потребность отправлять запросы на гранты до организаций, которые занимаются финансовой поддержкой научной деятельности. Это также дает ученому возможность лучше контролировать направление своих исследований, поскольку научные инвестиции в форме грантов — направляются инвесторами на достижение определенных целей, которые могут не совпадать с целями ученого. Однако рецензирование результатов таких исследований бывает односторонним. Кроме того — право интеллектуальной собственности на открытие — принадлежит открывателю, а не инвестору. Многие считают, что современная система грантов сильно подавляет научный прогресс, поскольку для получения финансирования ученые должны заранее указывать предполагаемые результаты, но предсказать открытие можно далеко не всегда.
Современная наука требует от ученых высокой компетентности, и может потребовать доступа к научному оборудованию. Однако независимый ученый вполне может иметь в своем прошлом карьеру финансируемого ученого, может сотрудничать с финансово поддерживаемыми коллегами, может получать ограниченные гранты (исключительно на оборудование), или выбирать такие направления исследований, в которых самым необходимым ресурсом является время исследователя. Если исследования оказываются успешными, джентльмен науки имеет возможность опубликовать их результаты в тех же рецензируемых журналах, в которых печатаются и финансируемые ученые.
Когда система грантов их не поддерживает финансово — ученые, если хотят — имеют возможность работать над необычными проектами, даже с высокой вероятностью провала. Ученому может быть приписан статус «независимого ученого», если он работает над подобными проектами, скажем, во время перерыва между двумя академическими должностями.

## Современные независимые ученые
К современным независимым ученым, которые самостоятельно финансируют собственные научные исследования — принадлежат такие ученые как Стивен Вольфрам, для которого источником финансирования является продажа программы Mathematica, также — Джулиан Барбур, Обри де Грей, Баррингтон Мур, Сьюзан Блэкмор и Джеймс Лавлок.
Питер Рич как-то сказал о Питере Митчелле: «Я думаю, ему было бы трудно найти источник финансирования на тот момент, поскольку его идеи были достаточно радикальными». Митчелл продолжал исследования, и в результате получил Нобелевскую премию по химии в 1978 году. Химик Луис Лелуар самостоятельно финансировал институт, который он возглавлял — Институт биохимических исследований в Буэнос-Айресе, Аргентина. Он стал Нобелевским лауреатом в области химии в 1970 году.
По мнению редактора междисциплинарного журнала «Valla» М. В. Елифёровой, 
...В XXI веке понятие „независимый исследователь“ вызывает тесные ассоциации с паранаукой — да что там, скажем яснее: фричеством. Слова „независимый исследователь“ автоматически тянут за собой образ взъерошенного отставного физика, который ищет дохристианские рукописи волхвов у себя в дачном сарае... К счастью, реальность гораздо сложнее. Отсутствие учёных степеней в профильной области не всегда ведёт к фричеству, а их наличие не всегда является от фричества гарантией. Достаточно вспомнить печально знаменитые рассуждения академика Б. А. Рыбакова о мамонтах на Калиновом мосту.

## Известные независимые исследователи
en:Category:Independent scientists